# Lúcio Emílio Régilo
Lúcio Emílio Régilo (em latim: Lucius Aemilius Regillus) foi um almirante da marinha romana durante a guerra contra Antíoco III da Síria.
Filho de Marco Emílio Régilo, pouco se sabe de sua juventude e do início de sua carreira militar até o ponto em que é nomeado comandante das forças navais romanas no mar Egeu, em 190 a.C., no lugar de Caio Lívio Salinador. Naquele mesmo ano, com o apoio de uma pequena frota de Rodes, Régilo consegue derrotar uma frota síria comandada pelo antigo general cartaginense Aníbal Barca (sua primeira e última batalha naval) na Batalha de Eurimedonte e, após derrotar uma segunda frota síria na Batalha de Mioneso, assegurou o controle de Roma e seus aliados em Rodes e Pérgamo sobre as águas do Egeu. Ao retornar a Roma no ano seguinte, Régilo foi homenageado com a construção do Templo dos Lares Permarinos, divindades protetoras dos marinheiros, a quem ele havia supostamente prometido louvar em troca da vitória romana.